# Contos de Malba Tahan
Contos de Malba Tahan - Adaptação da obra do famoso escriptor árabe Ali Malba Tahan, ou simplesmente Contos de Malba Tahan é o primeiro livro de Júlio César de Melo e Sousa utilizando o seu pseudônimo Malba Tahan. O primeiro capítulo, porém, ainda foi assinado pelo Prof Mello e Souza, que utiliza o capítulo para fazer uma apresentação  “Ali Malba Tahan”, o famoso escritor árabe  e suposto autor dos contos. A partir do 2º é que começam os textos a serem assinados por Malba Tahan. Para dar realismo de que Júlio César de Melo e Sousa e Malba Tahan são pessoas distintas, o Prof Mello e Souza apresenta no livro uma lista fictícia de “Obras de Malba Tahan”, com datas de edição e uma descrição de cada livro, começando com “Roba el-Khali (1901)” e terminando com “Martyres da Armenia (1906)”.
O livro, publicado em 1925, traz uma reunião de contos orientais que Júlio César de Melo e Sousa escrevia - quer tenham sido publicados ou não - para os jornais que trabalhava (como "Jornal A Noite" e "Jornal Folha da Noite", por exemplo) mas utilizando outros pseudônimos.
A obra recebeu boa aceitação do público leitor, propiciando uma bem sucedida inserção de Mello e Souza no mercado editorial, e fazendo com que o autor inscrevesse-a no concurso “Contos e
Novellas” da Academia Brasileira de Letras (ABL), em 1927. A obra, porém, não foi contemplada
neste concurso.